# Brug 551
Brug 551 is een bouwkundig kunstwerk in het Amsterdamse Bos. Het Amsterdamse Bos is een deel van de gemeente Amstelveen, terwijl de gemeente Amsterdam het beheer voert.

## Brug
Het Amsterdamse Bos staat deels bekend vanwege de vele bruggen die Piet Kramer van de Dienst der Publieke Werken ervoor ontwierp. Deze bruggen zijn allemaal verschillend, maar te verdelen in drie hoofdthema’s. Allereerst zijn er de houten voet- en fietsbruggen, vervolgens de bakstenen bruggen binnen de bouwstijl Amsterdamse School en ten slotte de moderner uitziende betonnen bruggen. Brug 551 bevindt zich in de laatste categorie. Kramer had de brug al ontworpen in 1940, maar de Tweede Wereldoorlog voorkwam dat de brug toen kon worden aangelegd. Brug 551 werd gebouwd rond 1952, net de periode dat Kramer vertrok en plaats maakte voor Dick Slebos, van wie elders in het bos bruggen zijn te vinden (onder andere brug 505). Voor de bouw van de brug moest de watergang afgedamd worden en was ook een hulpbrug nodig.
De betonnen brug maakt deel uit van doorgaande route voor plaatselijk (niet openbaar) autoverkeer, voetgangers, fietsers en ruiters ongeveer tweehonderd meter ten zuiden van de Bosbaan. Voor die functies is de brug opvallend breed, maar wel keurig ingericht. Elke verkeersstroom kreeg zijn eigen niveau mee (Kamer paste dat meer toe in het Amsterdamse Bos). Van noord naar zuid ligt er een voetpad (3 meter), rijwielpad (6,50 meter, ook voor dienstauto’s), een ruiterpad (5 meter) en voetpad (8 meter). Brug 551 is een zogenaamde plaatbrug, waarvan de “plaat” wordt gedragen door vier rijen brugpijlers. twee rijen staan in het water, twee rijen op/in de oevers. Elke rij bestaat uit zes vierkante pijlers, die aan de bovenzijde uitlopen, zogenaamde paddenstoel- of paraplupijlers/kolommen. Hoe breed de brug ook is, ze heeft eigenlijk geen leuningen. De borstwering, balustrade en leuning zijn laag gehouden, ze zijn lager dan een fiets hoog is. Wat aangezien kan worden als leuning bestaat uit smeedijzeren of stalen linten gedragen door balusters. Zoals gebruikelijk binnen de betonnen bruggen heeft Kramer deze balusters uitgevoerd in Oosters aandoende versieringen. Een aantal daarvan lijkt uitgevoerd in het symbool voor “vrouwelijk”. Bij de balusters komen de boven- en onderleuning samen, waarbij de bovenleuning rechthoekig (plat) is, de onderleuning is juist rond. De onderleuning is alleen in het midden van de brug geplaatst. Daar waar de bovenleuning alleen uit de balustrade omhoog rijst wordt ze gedragen door slingerende balusters. Ze is in de borstwering/balustrade vastgezet door een bevestiging in knopmotief. De uiteinden van de betonnen balustraden/borstwering heeft de vorm van een pijlpunt die veelvuldig terug is te vinden in de houten voet- en fietsbruggen.
In 1999 werden alle bruggen in het Amsterdamse Bos door MTD Landschapsarchitecten in opdracht van de gemeente onderzocht op hun cultureel belang. Zij vonden brug 551 een architectonisch waardevolle brug van gewapend beton, die het eind markeert van een brede laan. De opvallend lichte kleuring zorgt voor een opvallende verschijning in het landschap. Ze bewonderden ook het decoratief siersmeedwerk in lintvorm. De brug viel alhoewel dus lichtgekleurd nauwelijks op in het landschap, ze sluit aan op het grondvlak. Minpunten vonden ze dat de materiaalkeuze beter had kunnen aansluiten op de omgeving en de vele verkeersborden in de omgeving.

Amstelveen verklaarde de brug tot gemeentelijk monument mede vanwege de indruk die de brug maakt of juist niet: 
“ondanks de voor de verkeersstromen noodzakelijk brede afmetingen heeft ze geen logge verschijningsvorm gekregen.”
De brug draagt de officieuze naam Karnmelksgatbrug, een verwijzing naar de hoornvormig waterstroompje aan de zuidkant van Nieuwe Meer, het verdween bij de aanleg van het Bos.

## Afbeeldingen

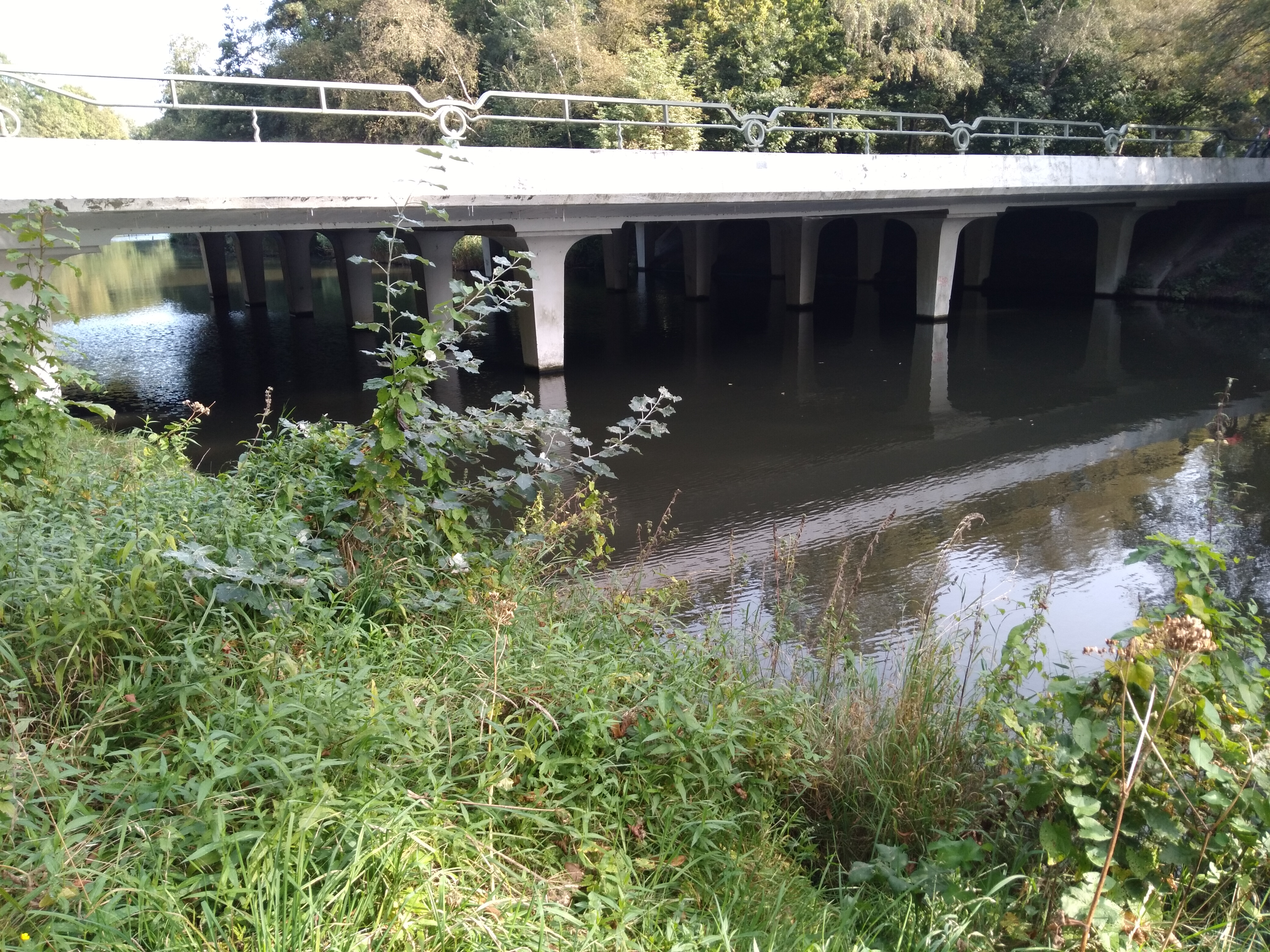
Paddenstoelkolommen (september 2021)
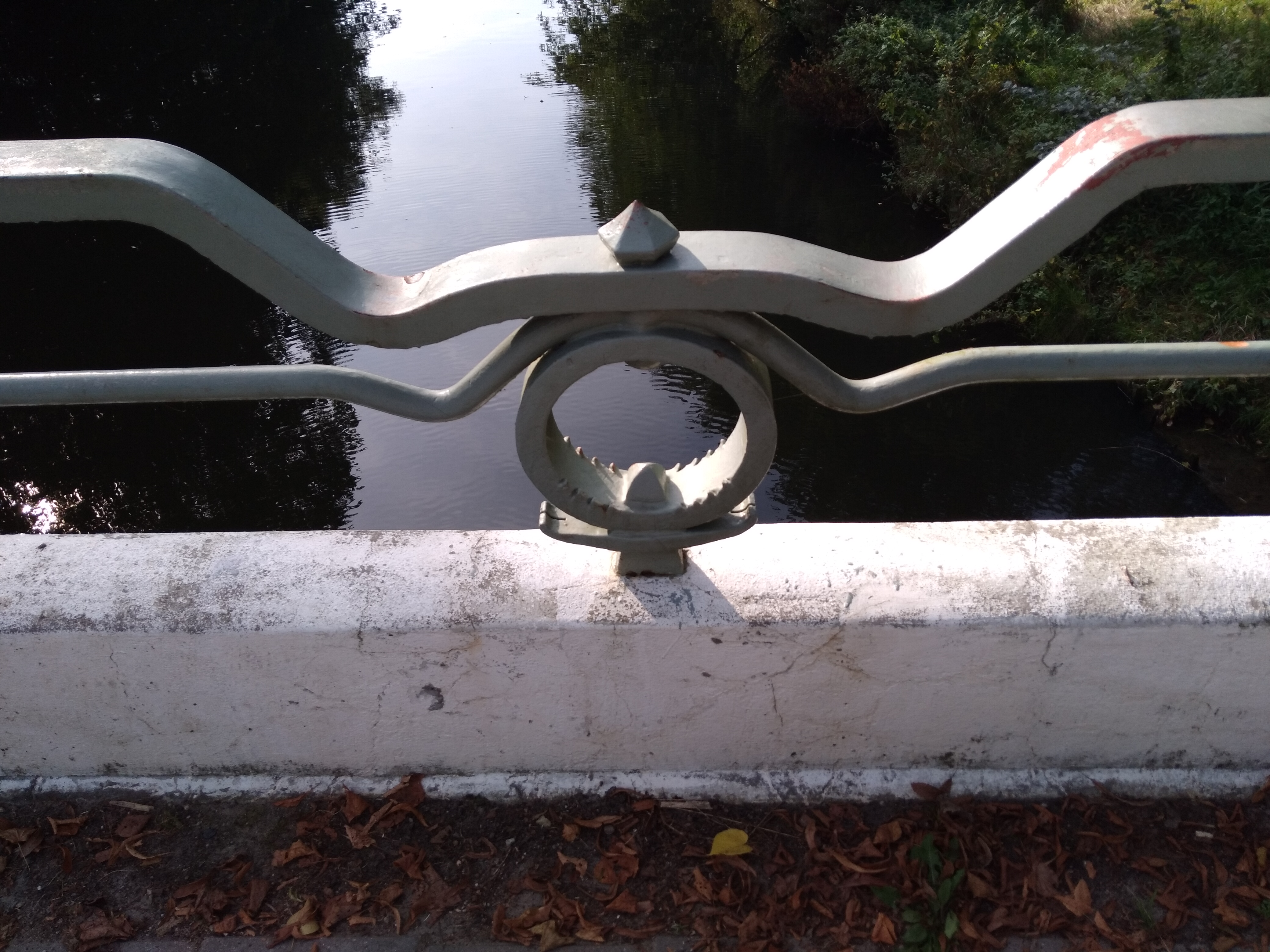
Baluster (september 2021)
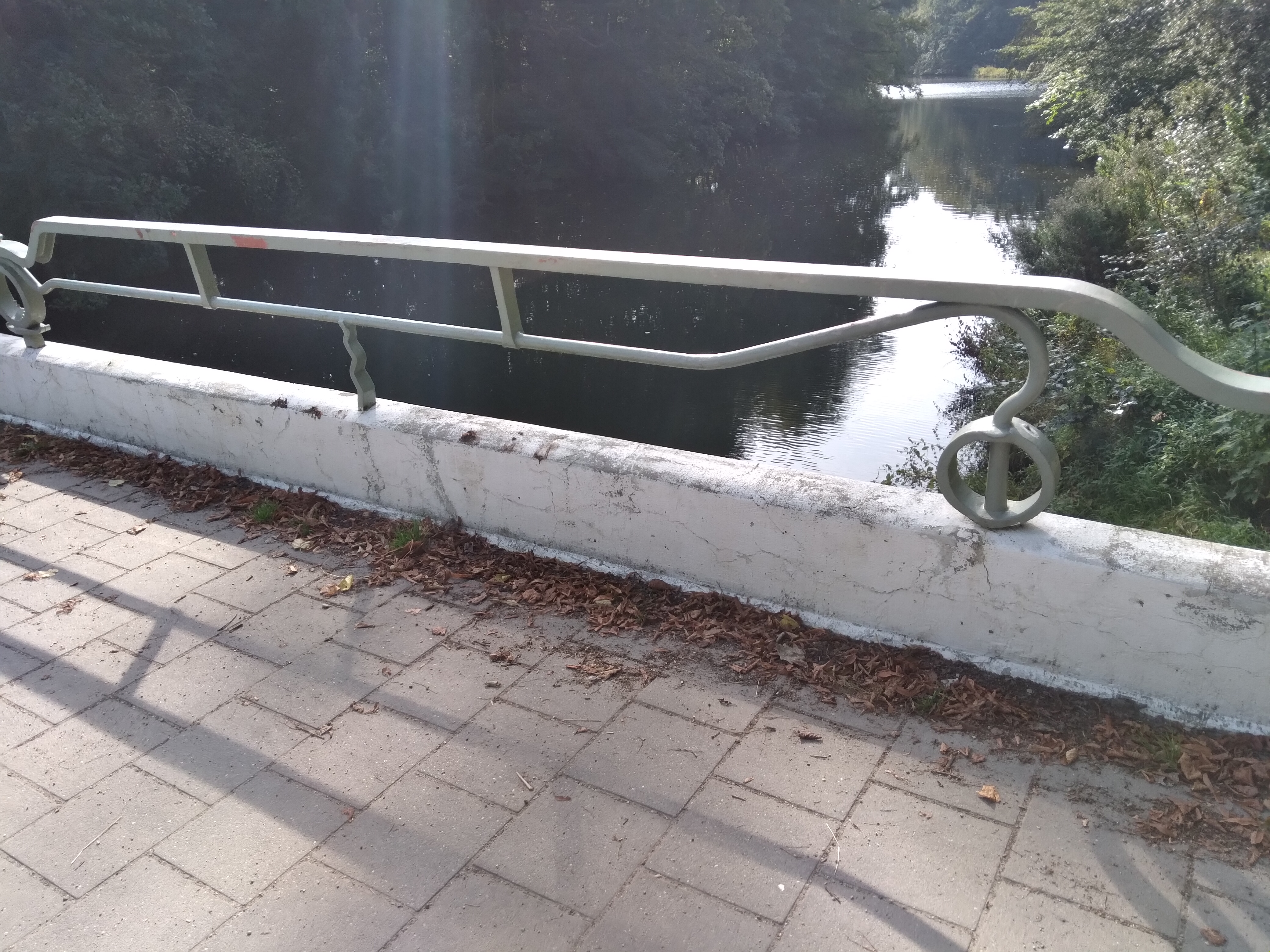
Leuning (september 2021)

<<< · 500 · 501 ·  503 · 504 · 505 · 506 · 507 · 508 · 509 · 510 · 511 · 512 · 513 · 514 · 515 · 516 · 517 · 518 · 519 · 520 · 521 · 522 · 523 · 525 · 526 · 527 · 528 · 530 · 531 · 532 · 533 · 534 · 535 · 536 · 537 · 538 · 539 · 540 · 541 · 542 · 543 · 544 · 545 · 546 · 547 · 548 · 549 · 550 · 551 · 552 · 553 · 554 · 555 · 556 · 557 · 558 · 559 · 560 · 561 · 562 · 563 · 564 · 565 · 566 · 567 · 569 · 571 · 572 · 573 · 575 · 577 · 578 · 580 · 581 · 582 · 583 · 584 · 586 · 587 · 589 · 590 · 591 · 592 · 593 · 594 · >>>
Brugnummers 502, 524, 529, 568, 570, 574, 576, 579, 585, 588, 595, 596, 597, 598, 599 zijn niet (meer) vergeven.